# Taku Goto
Taku Goto1979年3月16日 - ）は、日本の、シンガーソングライター、音楽プロデューサー。埼玉県川越市出身。

## 概要
- 2006年、兄弟ヴォーカルデュオFREEASY BEATS[1]としてキングレコードよりメジャー・デビュー[2]。
- 2014年、音楽プロダクション、レーベル、カフェ経営を中心に mellow trip .incを設立。
- 2015年、アーティストプロデュース・作家活動も開始。ウクレレシンガーKAIKIの音楽プロデューサーとしても活動。
- 2018から2020年の3年連続でオーストラリアで行われた楽曲制作キャンプに作家として参加。
- その他、韓国アーティストGFRIEND、豪州アーティストMicka Sceneとコライトセッション、英国billboardアーティストConan Macとのコライトセッション、JAZZY HIPHOPコンピレーション・アルバム「IN YA MELLOW TONE」に参加。
- 2021年、N/Aの楽曲制作参加。BENIの海外進出第一弾楽曲提供[3]、Be.Okinawa Resort Wedding CM楽曲プロデュース、アウトドア系YouTuberへの楽曲提供や映像編集など、マルチクリエイターとしても活動。
- 2023年、FREEASY BEATS再始動。ドラマ主題歌連続3本担当。日本最大級のアウトドアフェス「アウトドアデイジャパン」メインステージ[4]にてライブ出演。
- 2024年、赤西仁のアルバム『YELLOW NOTE』の楽曲制作参加[5]。

## ディスコグラフィ
|     | 発売日         | タイトル    | 収録曲 | 規格 |
| --- | -------------- | ----------- | --- | ---- |
| 1st | 2014年12月03日 | Mellow Trip | 1. Everything's gonna be alright 2. La La La feat.Chan-Mika 3. Mellow Trip 4. Yu-gure 5. SUMMER BREEZE 6. メリーゴーラウンド 7. The Rain 8. Over the Rainbow 9. I Always Love You 10. うまれてくるきみへ 11. Hello 12. Birth | CD   |

## 提供楽曲
- 赤西仁
  - 「dame un beso (feat. JULES)」（制作参加）
- N/A
  - 「ラップダンス」（制作参加）
- Beni Daniels・BENI
  - 「your love + my love」作曲・編曲
- SUPER★DRAGON
  - 「Indelible Magic」 作詞・作曲・編曲
  - 「So Woo」 作曲・編曲
- 心之助
  - 「365日」 ギター参加
- 松田昇大
  - 「It's gonna be all right」作詞
- KAIKI
  - 「Wonderful Life」 作曲・プロデュース（Carlos K.と共作）
  - 「Always」 作曲（DJ Chika aka Inherit と共作）
  - 「Gentle Rising 」 作曲、プロデュース
  - 「YOLO」 作曲
  - 「SUMMER BREEZE」 作詞、作曲、プロデュース
  - 「ごはんのかおり 」 作曲、プロデュース
  - 「Chillin’ 」 作曲、プロデュース
  - 「Little Bird 」 作曲、プロデュース
  - 「Love」 作曲
  - 「Amigos feat. Blue Vintage, KENNY(SPiCYSOL)」 作曲
  - 「One step」 作曲
  - 「journey of life」 作詞、作曲
  - 「Let it go feat.Celeina Ann」 作曲
  - 「Hold on feat.Kekori」 作曲
  - 「Power to the peaceful feat. micka scene」作曲
  - 「LOST」 作曲・編曲
- GFRIEND
  - 「Beautiful」 作曲 （Carlos K.と共作）
- DJ TORA feat.Conan Mac
  - 「How To Love」 作曲（DJ TORA/Conanmacと共作）

## TV/CM曲
- 「ドラマ 迷探偵ジョニ男さん」 FREEASY BEATS 主題歌担当 作詞・作曲・編曲
- 「タテコン- かもめんたる×脚立の化学反応コント-」 FREEASY BEATS 主題歌担当 作詞・作曲・編曲
- 「AI 2023」 FREEASY BEATS 主題歌担当 作詞・作曲・編曲
- 「象印マイボトル」作詞作曲
- 「住宅会社PGSホーム」作曲
- 「伊丹産業」作曲
- 「伊丹米」作曲
- 「COUNT DOWN TV」OPテーマ TBS系列
- 「ランク王国」OPテーマ TBS系列
- 「やりすぎコージー」EDテーマ TXNネットワーク
- 「ドライブ A GO!GO!」EDテーマ TXNネットワーク
- 「THE BEAT TIME」EDテーマ テレビ埼玉
- 「69★TRIBE」出演 フジテレビ系列
- 「横浜FCプライムナンバー09SUMMER」